# Rombiolo
Rombiolo (Rumbiòlu in calabrese) è un comune italiano di 4 258 abitanti situato nel versante nord-orientale del Monte Poro della provincia di Vibo Valentia.

## Origini del nome
L'origine del nome del paese è incerta; dagli studi finora fatti si ritiene che derivi probabilmente dal termine latino rhombiolus, diminutivo di rhombus, "rombo", che a sua volta potrebbe essere legata anche alla parola greca ρόμβος rombos, "trottola".

## Storia

### Simboli
Lo stemma e il gonfalone sono stati concessi con DPR del 29 ottobre 1983.
Il gonfalone è un drappo partito di giallo e di verde.

## Società

### Evoluzione demografica
Abitanti censiti

### Etnie e minoranze straniere
Secondo i dati ISTAT al 31 dicembre 2010 i cittadini stranieri residenti erano 233 persone.
Le nazionalità maggiormente rappresentate in base alla loro percentuale sul totale della popolazione residente erano:
- Romania 168 (3,55%)
- Marocco 30 (0,63%)

## Amministrazione
| Periodo        | Periodo        | Primo cittadino  | Partito                            | Carica  | Note |
| -------------- | -------------- | ---------------- | ---------------------------------- | ------- | ---- |
| 23 aprile 1995 | 13 giugno 1999 | Domenico Petrolo | Partito Democratico della Sinistra | sindaco |      |
| 13 giugno 1999 | 13 giugno 2004 | Giuseppe Barbuto | lista civica di centro             | sindaco |      |
| 13 giugno 2004 | 7 giugno 2009  | Mario Ferraro    | lista civica di centro-sinistra    | sindaco |      |
| 7 giugno 2009  | 26 maggio 2014 | Giuseppe Navarra | Partito Democratico                | sindaco |      |
| 26 maggio 2014 | 27 maggio 2019 | Giuseppe Navarra | Partito Democratico                | sindaco |      |
| 27 maggio 2019 | in carica      | Domenico Petrolo | Partito Democratico                | sindaco |      |

## Sport
Nel comune di Rombiolo c'è grande passione per il calcio infatti esistono due squadre diverse:
- Rombiolese, che gioca in Prima Categoria
- Pernocari Calcio, che gioca in Seconda Categoria

Tutte le partite vengono disputate al Campo Sportivo Saverio lo Schiavo di Rombiolo.